# Колпитц, Эдвин Генри
Эдвин Генри Колпитц (англ. Edwin H. Colpitts; 19 января 1872 — 6 марта 1949) — американский инженер канадского происхождения, изобретатель генератора Колпитца. Как шеф исследовательского отдела компании Western Electric в ранние 1900-е, он и учёные под его руководством достигли значительных достижений в разработке генераторов сигналов и ламповых двухтактных усилителей. В 1915 году его команда успешно продемонстрировала первый трансатлантический радиотелефон.

## Образование
Родился в округе Альберт провинции Нью-Брансуик в Канаде. Он начал своё образование в университете Маунт-Аллисон и был позже учителем в Ньюфаундлэнде. Позже он поступил в Гарвардский Университет, где он изучал физику и математику. Он получил степень B.A. в 1896 г. и степень мастера в 1897 г. из Гарварда. Он оставался в Гарварде два дополнительных года, в которые получал продвинутые курсы и служил лабораторным помощником Джона Троубриджа, директора Физической Лаборатории Джеферсона.

## Карьера
В 1899 г. он получил место в American Bell Telephone Company. В 1907 г. он перешёл в Western Electric. Его коллега, Ральф Хартли изобрёл генератор с индуктивной связью, который Колпитц усовершенствовал в 1915 г. Это было впервые сообщено в статье, опубликованной им с Эдвардом Б. Крафтом в 1919 г.
Он запатентовал его как «Генератор колебаний» в 1920 г. Колпитц и Крафт писали, что «возможность связи речью между любыми двумя лицами в цивилизованном мире является одной из наиболее желаемой цели, к которой может стремиться инженерия.»
Во время Первой мировой войны Колпитц служил в сигнальном корпусе американской армии и провёл некоторое время во Франции как штабной офицер, связанный с военной связью.
В 1921 г. Колпитц и Отто Б.Блэквел опубликовали важную статью о несущей в мультиплексной телефонии и телеграфии в Transactions of the AIEE.
В 1925 г. исследовательские лаборатории Western Electric стали частью Bell Laboratories. До ухода Колпитц достиг места вице-президента Лабораторий Белла. Во время Второй мировой войны он работал в американских правительственных комитетах по сонарам.

## Награды
- Медаль Эллиота Крессона (1948)

## Кончина
Колпитц умер в 1949 г. дома в Ориндже, штат Нью Джерси, США и его тело было перевезено в Пойнт-де-Бьют, Нью-Брансуик, Канада. Он был похоронен своей женой Грацией Пенни Колпитц и своим сыном Дональдом Б. Колпитцем.

## Публикации
- E. H. Colpitts and O.B.Blackwell, Carrier Current Telephony and Telegraphy, Journal AIEE, vol. 40, no. 4, April 1921, 301—315; no. 5, May 1921, 410—421; no. 6, June

1921, 519—526.